# 竇建徳
竇 建徳（とう けんとく）は、隋末唐初に割拠した群雄の一人。貝州漳南県（現在の河北省衡水市故城县）の出身。

## 生涯
代々農業を営み、竇太后の父である安成侯の子孫を自称した。若い頃から然諾を重んずることを本分とし、貧しさから親の葬儀を出せない者の援助をして称賛された。里長となるが、法を犯して逃亡。その後、恩赦により帰郷した。
611年（大業7年）、煬帝が高句麗遠征の徴発を行った際に二百人長に選抜される。同郷の孫安祖が漳南の県令を殺して竇建徳のもとに逃げ込むと、竇建徳は数百人を集めて彼に与え、高雞泊（現在の河北省衡水市故城県の南西）に逃れさせた。高雞泊では張金称・高士達といった群盗もそれぞれ拠り所としていた。群盗との関係を疑われて一族が誅殺されると高士達のもとへ逃れた。張金称に殺された孫安祖の兵を取り込み、兵は1万人を超えた。
616年（大業12年）、涿郡通守の郭絢が討伐にやってくると、高士達から軍権を委ねられ、奇計でもって郭絢を討ち破った。太僕卿の楊義臣に敗れて高士達が殺されると、饒陽に逃れて兵を集め、平原に戻り、戦死した兵士を埋葬し、高士達の喪を発した。逃亡兵を集めて軍勢を盛り返し、将軍を自称した。饒陽県長の宋正本を上客として迎えて以降、従う郡が増え、軍勢は10万余りに達した。
617年（大業13年）1月、楽寿にて長楽王を自称、元号を丁丑とし、官吏を任命する。7月、隋の薛世雄を撃退した。河間を降すと、その郡丞の王琮と親しくなり、彼を臣下の手本とすべき義士として許した。都を楽寿に置いて金城宮と号し、郡県の多くが降伏した。
618年（丁丑2年）、五鳳と改元し、国号を夏とする。10万の兵を擁する魏刀児を破り、併合した。
619年（五鳳2年）、宇文化及の籠る聊城を陥落させ、宇文化及・宇文智及らを斬首した。蕭皇后に拝謁し、後宮の女性や隋の文武官および禁軍を解放、関中・洛陽に去る者にも兵をつけて送り出した。裴矩らを重臣に用い、その他の者もそれぞれ任命した。洺州を落として遷都し、万春宮と称した。王世充とよしみを結び、使者を派遣して恭帝侗に朝見したが、のちに王世充が恭帝侗を廃して自立すると絶縁。竇建徳は自ら天子の旗を立て、警蹕を用い、文章を詔として出した。煬帝を「閔帝」と追諡し、楊政道を鄖公に封じた。突厥に嫁いでいた義成公主のもとへ蕭皇后を送り届け、宇文化及の首を献上して突厥と連携をとり、兵力はいっそう盛んになった。
同年9月、唐の領地である相州・黎陽を落とし、李世勣・同安長公主（李淵の妹）・李神通を捕らえた。滑州刺史の王軌を殺害して逃げ込んできた奴婢を謀反人として殺し、王軌の首を送り返すと滑州は降伏した。斉州・済州および兗州の賊帥徐円朗もこれを聞いて帰順した。10月に王世充が黎陽を包囲すると、11月に王世充の支配下にある殷州に入って住民を殺掠し、物資を焼いて報復をした。
620年（五鳳3年）1月、黎陽の守備を任せていた李世勣が唐の長安へ逃げ去ったが、竇建徳はその父を許した。同安長公主と李神通を客人として丁重に扱い、唐と和睦をした際に同安長公主を返還した。かつて趙州を攻めた際、刺史の張昂らを捕らえ処刑しようとしたが、凌敬が強く諫めたため彼らを釈放した。このように竇建徳は寛大で諫言をよく受け入れた。
一方で、勇将の王伏宝を讒言により処刑して以来、軍の指揮が不利になることが多くなった。高士興に幽州の羅芸を攻めさせたが大敗し、9月には自ら軍を率いて幽州を包囲したものの攻略には至らなかった。また、直諫を好んだ宋正本を讒言を信じて殺したため、これを戒めとして意見する者がいなくなり、政治と教化は次第に衰退していった。
同年11月、孟海公を攻撃した。この時、鄭（王世充が立てた王朝）の都洛陽は唐の李世民の攻撃を受けていた。劉斌は竇建徳に進言した。「鄭は劣勢であり、もし鄭が滅べば夏も危機に瀕するため、鄭を救援するのが最善の策である。鄭と協力すれば唐に勝利することは必至であり、夏・鄭・唐の三者鼎立の形勢を維持できる。その後、状況が許せば鄭を滅ぼして併合し、唐の敗北に乗じて攻め込めば長安を落とすことも可能である」。竇建徳はこれを良策とみて大いに喜んだ。王世充もまた竇建徳に援軍を求める使者を派遣した。
621年（五鳳4年）2月、孟海公を捕らえた後、孟海公・徐円朗の兵を動員して洛陽の救援に向かった。元州・梁州・管州を落とし、滎陽に駐屯した。しかし、虎牢の戦いで李世民に敗れ、負傷して牛口渚に逃げ込んだところを捕らえられた。兵はまたたく間に潰走し、妻の曹氏および左僕射の斉善行は一時的に洺州へ逃れたが、裴矩ら官吏を率いて山東の地と伝国の玉璽などを唐に献上し降伏。7月、竇建徳は長安の市で処刑された。享年49。この年、山東は劉黒闥により再び占領された。

## 伝記史料
- 『旧唐書』巻54 列伝第4「竇建徳伝」
- 『新唐書』巻85 列伝第10「竇建徳伝」